# Флоренс (переписна місцевість, Нью-Джерсі)
Флоренс (англ. Florence) — переписна місцевість (CDP) в США, в окрузі Берлінгтон штату Нью-Джерсі. Населення — 4704 особи (2020).

## Географія
Флоренс розташований за координатами 40°7′9″ пн. ш. 74°48′32″ зх. д. / 40.11917° пн. ш. 74.80889° зх. д. (40.119160, -74.808773).  За даними Бюро перепису населення США в 2010 році переписна місцевість мала площу 3,86 км², з яких 3,27 км² — суходіл та 0,59 км² — водойми.

## Демографія
Згідно з переписом 2010 року, у переписній місцевості мешкало 4426 осіб у 1857 домогосподарствах у складі 1166 родин. Густота населення становила 1147 осіб/км².  Було 1998 помешкань (518/км²).
Расовий склад населення:
| - 74,2 % — білих - 16,9 % — чорних або афроамериканців - 2,9 % — азіатів - 0,2 % — корінних американців - 1,6 % — осіб інших рас |

До двох чи більше рас належало 4,2 %. Частка іспаномовних становила 5,2 % від усіх жителів.
За віковим діапазоном населення розподілялося таким чином: 21,0 % — особи молодші 18 років, 65,4 % — особи у віці 18—64 років, 13,6 % — особи у віці 65 років та старші. Медіана віку мешканця становила 41,3 року. На 100 осіб жіночої статі у переписній місцевості припадало 90,4 чоловіків;  на 100 жінок у віці від 18 років та старших — 88,7 чоловіків також старших 18 років.